# Zotero
Zotero — бесплатное программное обеспечение с открытым исходным кодом, позволяющее собирать цитаты с указанием источников, сохранять PDF-документы, веб-страницы, видео и другие файлы, ссылки на интересные материалы в cети, создавать персональные библиографии по темам (в отличие от схожего расширения ScrapBook). Поддерживает интеграцию с текстовыми процессорами и браузерами Mozilla Firefox и Google Chrome (посредством расширений).
В Zotero можно создавать библиотеки, использовать теги, создавать результаты поиска.
Название «Zotero» происходит от албанского глагола zotëroj, что означает «усваивать».
Девиз Zotero: See it. Save it. Sort it. Search it. Cite it (с англ. — «Увидь. Сохрани. Отсортируй. Найди. Процитируй»).

## Возможности программы
- Интеграция с MS Word, LibreOffice и Google Docs[12]
- Расширения
- Синхронизация с сервером, перенос на другой компьютер, сохранение библиотеки на переносных носителях
- Создание отчётов из выбранного источника или группы источников
- Создание хронологической шкалы источников
- Сохранение библиографической информации на лету с сайтов Google Scholar, Google Books, Amazon.com, ScienceDirect, Springerlink и др.
- Сохранение источников (веб-страниц, .pdf, видео, звуковых и др.)

Программа разработана и поддерживается англ. Center for History and New Media в Университете Джорджа Мейсона. Выпускается под лицензией GPL. Работает на платформах Windows, Linux и macOS.
Zotero также может сохранить копию веб-страницы или, в случае академических статей, копию полного текста в формате PDF. Затем пользователи могут добавлять заметки, теги, вложения и собственные метаданные . Элементы организованы с помощью интерфейса Drag-and-drop.
Выбранные данные из местной справочной библиотеки впоследствии можно экспортировать в виде отформатированных библиографий. Кроме того, все записи, включая библиографическую информацию и созданные пользователем текстовые заметки о выбранных статьях, могут быть объединены в отчет в формате HTML.

## EndNote vs Zotero
В сентябре 2008 года Thomson Reuters требует через суд у разработчиков расширения для Mozilla Firefox Zotero — Университета Джорджа Мейсона, и самого штата Виргиния, 10 млн долларов США. Юристы Thomson Reuters утверждают, что разработчики Zotero реализовали поддержку импорта из их проприетарного формата файлов .ens, используемого их собственнической программой EndNote, незаконно произведя обратную разработку программы; нарушили лицензию, преобразовав файлы, поставляемые с этой программой, и распространяют результат этого преобразования через свой сайт В 2009 году иск был отклонён.
Zotero может связывать примечания с библиографическими элементами. Он может аннотировать PDF-файлы и синхронизировать их с любым из своих настольных приложений и приложением для iOS.
По состоянию на 2022 год Zotero поддерживает более сорока языков (некоторые из них переведены не полностью).
У Zotero нет официальной службы поддержки клиентов, но на веб-сайте Zotero можно найти обширную информацию, в том числе обучающие скринкасты, советы по устранению неполадок, список известных проблем и пользовательские форумы. На вопросы и проблемы, поднятые на форумах, отвечают быстро, а пользователи и разработчики предлагают решения. Многие учебные заведения предоставляют своим членам учебные пособия по Zotero.
Большинство стилей цитирования и кодов переводчиков написаны добровольцами из сообщества и, как сценарии с открытым исходным кодом, также могут использоваться сторонними инструментами, например генератором цитирования Citoid в Википедии.